# Шимура, Горо
Го́ро Шиму́ра (яп. 志村 五郎 Симура Горо:, иногда Горо Симура; 23 февраля 1930, Хамамацу, Япония — 3 мая 2019) — японский математик, профессор-эмерит Принстонского университета.
Совместно с коллегой Ютаки Таниямой написал книгу, в которой описывалось комплексное умножение абелевых многообразий. Шимура затем написал множество статей, в которых результаты теории комплексного умножения и модулярных форм распространялись на многообразия высших размерностей. Эти труды, а также ряд работ других специалистов, развивавших идеи Таниямы и Шимуры, составили основу программы Ленглендса — системы недоказанных по состоянию на начало 1970-х годов гипотез, связывающих алгебраическую теорию чисел и алгебраическую геометрию. Также благодаря этим работам появилась концепция многообразий Шимуры, являющихся многомерным аналогом модулярных кривых.
Стал широко известен за пределами научного сообщества благодаря теореме о модулярности (ранее известной как гипотеза Таниямы — Шимуры), с помощью которой в 1994 году Эндрю Уайлсом была окончательно доказана Великая теорема Ферма. В 1996 году Шимура был удостоен премии Стила в номинации «за выдающиеся достижения на протяжении всей карьеры».
Увлекался задачами цумэ-сёги со сверхдлинными решениями и коллекционированием фарфора Имари (яп. 有田焼; аритаяки).

## Книги
- Шимура Г. Введение в арифметическую теорию автоморфных функций. — М.: Мир, 1973.
- Shimura Goro. The Map of My Life. — Paperback. — Springer New York, 2009. — ISBN 978-1-4419-2724-8.